# Václav Noid Bárta
Václav Noid Bárta (ur. 27 października 1980 w Pradze) – czeski piosenkarz. 
Reprezentant Czech podczas 60. Konkursu Piosenki Eurowizji (2015).

## Rodzina i edukacja
Urodził się w rodzinie o muzycznych tradycjach; ojciec Vaclav jest autorem tekstów, a matka Lenká – piosenkarką. Od dzieciństwa interesował się muzyką. W wieku czterech lat zaczął się uczyć gry na fortepianie, klarnecie i flecie, a później uczył się gry na gitarze, perkusji i gitarze basowej.

## Kariera muzyczna
Karierę muzyczną rozpoczął w wieku 15 lat. W wieku 17 lat został wokalistą zespołu Dolores Clan.
W 2004 nagrał partie wokalne do dwóch utworów („Hanrahá – Rytíři Kulatého Stolu” i „Chci ji”) umieszczonych na płycie Michala Pavlíčeka pt. Excalibur – hudba z muzikálu. Dwa lata później pojawił się gościnnie w utworze „Erekce” pochodzącej z płyty Jana Budařa pt. Písně pro hrubeše a mareše. 
W 2009 zadebiutował na scenie teatralnej, od tamtej pory zagrał w musicalach i produkcjach teatralnych, takich jak m.in. Láska je láska, Elixír života, Carmen, Hamlet, Jesus Christ Superstar czy Aida. W 2012 wydał swój debiutancki album pt. Rány. 
W 2015 został wybrany wewnętrznie przez czeską telewizję na reprezentanta Czech podczas 60. Konkursu Piosenki Eurowizji, w którym wystąpił w duecie z Martą Jandovą z utworem „Hope Never Dies”. 21 maja zajęli 13. miejsce w drugim półfinale konkursu, nie awansowali do finału.

## Życie prywatne
W latach 2006–2008 Bárta był mężem piosenkarki Lucie Bílej. 7 lipca 2014 poślubił Gabrielę Dvořákovą, z którą ma córkę Terezę (ur. 2014).

## Dyskografia
| Rány                        | - Data: 2012 - Wydawca: Alfedus Music                   |    |
| Václav Noid Bárta           | - Data: 11 września 2013 - Wydawca: V.S.O.P. Production | 15 |
| „—” album nie był notowany. |                                                         |    |